# Roxínház Kaposvár

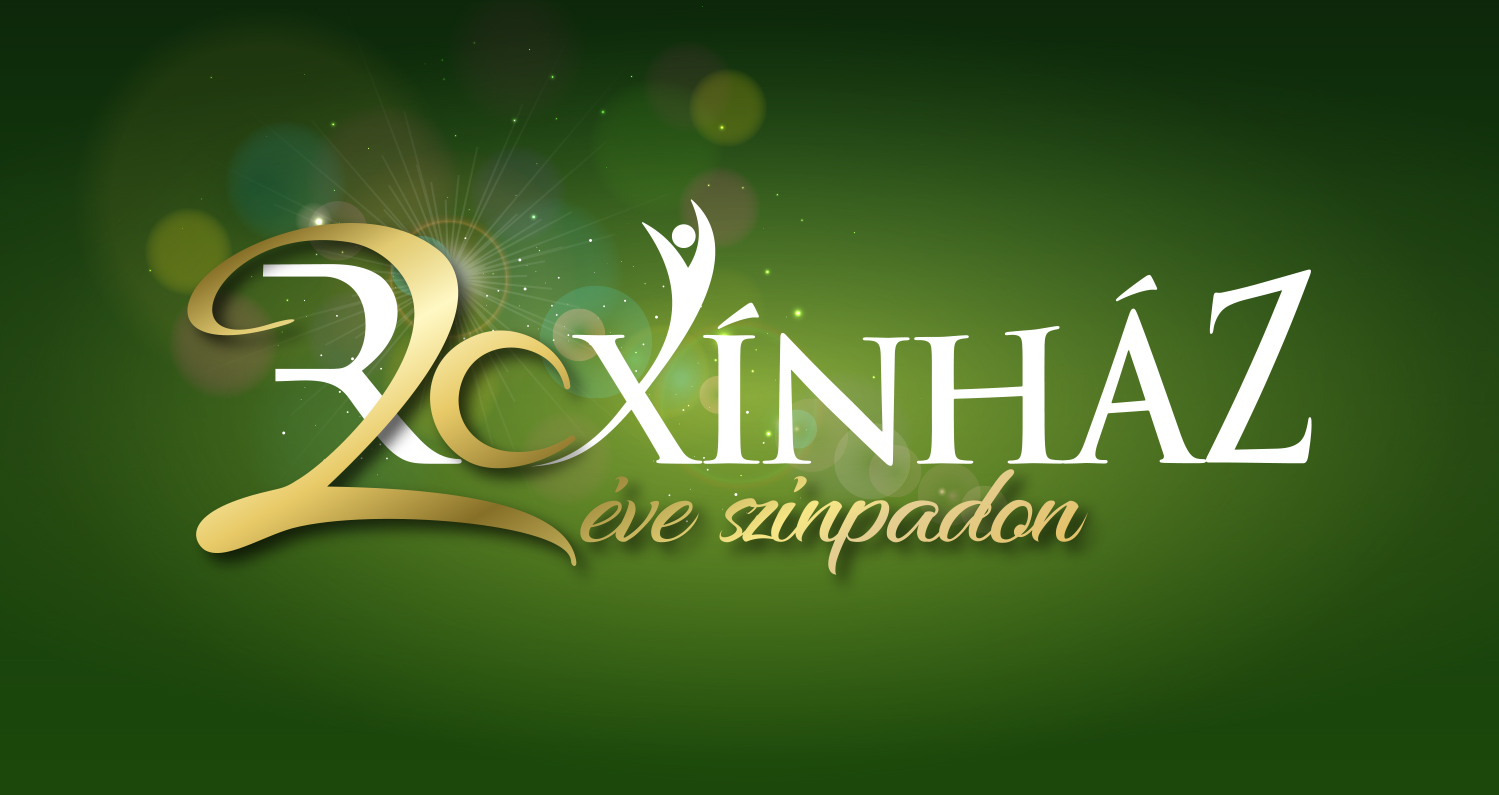
Roxínház

A Kaposvári Roxínház egyesületének állandó székhelye és színházépülete – 2007 óta a Somogy Megyei Önkormányzat jóvoltából a volt SMK épülete – a Somssich Pál u. 18. szám alatt található.

## Történet, bemutatás
2000 őszén alakult meg a Kaposvári Roxínház azzal a céllal, hogy a zene, tánc és a színház világába varázsolja a környékbeli ifjakat és idősebbeket egyaránt. Lelkes fiatalok munka és iskola mellett fáradoznak azon, hogy színpadra állítsanak különböző musicaleket, zenés darabokat, rockoperákat.
A társulat repertoárjából a komplett színházi előadásokon túl szerkesztett operett és musical műsor is bemutatásra kerül, amivel különböző rendezvényeken szórakoztatják a közönséget. Hetente fellépések sorozatai követik egymást az ország számos településein, így olyan emberekhez is eljutnak a magyar kultúra e fontos szeletei, ahova egyébként más formában nem. Sőt a népszerűséget alátámasztandó, hogy a Roxínház az ország határokon kívül, Erdélyben, Horvátországban és Szlovéniában is a nagyközönség elé tárhatta színvonalas produkcióit. 2007-ben nyitotta meg kapuit a társulat állandó játszóhelye a volt S.M.K. épületében. A 200 fő befogadására alkalmas színházterem mellett próbatermek és irodák kaptak helyet a Roxínházban és elindulhatott a bérletes előadások játszása is.
A felnőtt társulat mellett, 2007-ben kezdte meg működését a Roxínház Tanoda is, ahol 6-14 éves korig zajlik a fiatalok színpadi készségeinek fejlesztése önálló előadások kivitelezése, megvalósítása végett.
2010 szeptemberében a 10 év emléke előtt tisztelegve, a társulat a kaposvári Csiky Gergely Színház nagyszínpadán adta elő két órás jubileumi műsorát, amely óriási sikert aratott a közönség tagjainak körében. Azóta is hatalmas szorgalommal és lendülettel dolgoznak az újabb, és még szórakoztatóbb darabok létrehozásán. 2011-től, különböző bérletek elindításával megvalósult, hogy minden korosztály rátaláljon saját kulturális igényeit kielégítő, egész estés kikapcsolódási lehetőségeire, s így jelenleg több mint 4000-en látogatják a rendszeres előadásokat.  A Kaposvári Roxínház mára már a Dél-Dunántúl egy meghatározó, független színházává nőtte ki magát. Az egyesület munkája sokak szerint egyedülálló a régióban – sőt talán az országban is, hiszen értékközpontú és értékteremtő módon, professzionális színvonalon mutatnak be színházi előadásokat gyermekek, fiatalok közreműködésével, vállalják képzésüket, szabadidejük hasznos eltöltésének szervezését.
A Roxínház - ahogy ők mondják - második otthona Somogyvár. Somogyvár-Kupaváron található Szent László Nemzeti Emlékhely szabadtéri színpadán tartják nyári előadásaikat ahol 2001-ben életre hívták a Somogyvári Nyári Színház rendezvényt, amit néhány év kihagyás után 2021-ben, a társulat 20. születésnapján egy kétnapos rendezvénnyel újra indítottak. A Somogyvári Nyári Színház előadásai Somogyvár község Önkormányzata aktív támogatásával jön létre.
A Roxínház hitvallása: Szívvel-lélekkel, a függetlenek szabadságszeretetével visszük színre az előadásainkat. Felkutatjuk a tehetségeket és gondozzuk útjukat a kezdeti lépésektől a tapsrendig… és még azon is túl. Közönségünkkel KÖZÖSSÉGET építünk.

### Nagyszínpadi előadások bemutatói
- 2001. augusztus 04. Andew Lloyd Webber, Tim Rice, André Previn; Fordította: Miklós Tibor: Jézus Krisztus Szupersztár  – rockopera
  - Somogyvár – Kupavár Történelmi Emlékhely Szabadtéri Színpada
  - Koreográfusok: Takács László János, Szerecz Róbert
  - Rendező: Pintér Kata

2002. augusztus 10. Gerome Ragni, James Rado, Galt MacDermot; Fordította: Dohár Péter, Miklós Tibor: Hair - musical
- Somogyvár – Kupavár Történelmi Emlékhely Szabadtéri Színpada
- Koreográfusok: Takács László János, Szerecz Róbert
- Rendező: Pintér Kata
- 2003. augusztus 16. Szörényi-Bródy: István a király – rockopera
  - Somogyvár – Kupavár Történelmi Emlékhely Szabadtéri Színpada
  - Koreográfusok: Takács László János, Szerecz Róbert
  - Rendező: Pintér Kata
- 2004. augusztus 7. Dés-Geszti: Dzsungel könyve- zenés mesejáték
  - Somogyvár – Kupavár Történelmi Emlékhely Szabadtéri Színpada
  - Koreográfus: Szerecz Róbert
  - Rendező: Pintér Kata
- 2006. augusztus 5., 6. Miklós-Várkonyi: Sztárcsinálók – rockopera
  - Somogyvár – Kupavár Történelmi Emlékhely Szabadtéri Színpada
  - Koreográfus: Merkei Mónika, Szerecz Róbert, Takács László János, Tóth Tibor János
  - Rendező: Pintér Kata
- 2007. augusztus 11. Fenyő-Tasnádi: Made in Hungária - musical
  - Somogyvár – Kupavár Történelmi Emlékhely Szabadtéri Színpada
  - Koreográfusok: Merkei Mónika, Takács László János, Tóth Tibor János
  - Rendező: Pintér Kata
- 2008. augusztus 9., Győrei-Szemenyei-Schlachtowsky: Vuk – mesemusical
  - Somogyvár – Kupavár Történelmi Emlékhely Szabadtéri Színpada
  - Koreográfusok: Merkei Mónika, Takács László János, Tóth Tibor János
  - Rendező: Pintér Kata
- 2008. október 18. Auguszt-Goodwill-Merényi: Osztálytalálkozó – musical Kaposvár mindennapjairól
  - Kaposvár, Sportcsarnok
  - Koreográfusok: Merkei Mónika, Takács László János, Tóth Tibor János
  - Rendező: Pintér Kata
- 2009. augusztus 8., 9. Kacsóh-Heltai-Bakonyi: János vitéz - zenés játék
  - Somogyvár – Kupavár Történelmi Emlékhely Szabadtéri Színpada
  - Hangszerelés: Sebesi Tamás
  - Koreográfusok: Merkei Mónika, Takács László János, Tóth Tibor János
  - Rendező: Pintér Kata
- 2010. november 28. Váradi-Némedi-Varga-Sebesi: Lúdas Matyi - zenés mesejáték
  - Roxínház, Kaposvár
  - Koreográfusok: Merkei Mónika, Tóth Tibor János
  - Rendező: Csorba Tamás
- 2011. szeptember 25. Dés-Nemes: Valahol Európában - musical
  - Roxínház, Kaposvár
  - Koreográfusok: Merkei Mónika, Tóth Tibor János
  - Rendező: Csorba Tamás
- 2012. Rado-Ragni-MacDermot: Hair (felújított előadás) - musical
  - Roxínház, Kaposvár
  - Koreográfus: Merkei Mónika, Szerecz Róbert, Takács László János
  - Rendező: Pintér Kata
- 2012. április 22. Gscwindt-Sebesi: Csillagszemű - zenés mesejáték
  - Roxínház, Kaposvár
  - Szöveg: Gschwindt Balázs
  - Zene: Sebesi Tamás
  - Koreográfusok: Merkei Mónika, Stéger Dániel, Takács László János, Tóth Tibor János

Rendező: Csorba Tamás
- 2012. május 12. Eisemann Mihály-baróti László-Dalos László: Bástyasétány 77. - zenés vígjáték
- Roxínház, Kaposvár
- Koreográfus: Merkei Mónika, Takács László János
- Rendező: Pintér Kata
- 2013. március 24. Urbán Gyula: Minden egér szereti a sajtot - zenés mesejáték
- Roxínház, Kaposvár
- Zene: Sebesi Tamás
- Koreográfus: Merkei Mónika, Takács László János
- Rendező: Pintér Kata
- 2013. május 12. Gscwindt-Sebesi: Mátyás mesék - zenés mesejáték
- Roxínház, Kaposvár
- Szöveg: Gschwindt Balázs
- Zene: Sebesi Tamás
- Koreográfusok: Merkei Mónika, Stéger Dániel, Takács László János,
- Rendező: Csorba Tamás
- 2014. március 23. Móricz Zsigmond – Kocsák Tibor – Miklós Tibor: Légy jó mindhalálig - musical
- Roxínház, Kaposvár
- Koreográfusok: Merkei Mónika, Sudár Gergő, Takács László János,
- Rendező: Pintér Kata
- 2014. május 18. Csernai Mihály – Gschwindt Balázs – Sebesi Tamás: Brémai muzsikusok - zenés mesejáték
- Roxínház, Kaposvár
- zene: Sebesi Tamás
- Koreográfusok: Merkei Mónika, Takács László János,
- Rendező: Pintér Kata
- 2014. november 30. Csukás István - Darvas Iván: Ágacska - zenés mesejáték
- Roxínház, Kaposvár
- Koreográfusok: Merkei Mónika, Takács László János,
- Rendező: Pintér Kata
- 2014. december 31. Fenyő Miklós-Novai Gábor: Hotel Menthol - musical
  - Roxínház, Kaposvár
  - Koreográfus: Merkei Mónika, Takács László János, Sudár Gergő
  - Rendező: Pintér Kata
- 2015. május 11.Erich Kastner - Szabolcsi János - Sebesi Tamás : Emil és a detektívek - zenés mesejáték
- Roxínház, Kaposvár
- Zene: Sebesi Tamás
- Koreográfus: Merkei Mónika, Takács László János, Sudár Gergő
- Rendező: Pintér Kata
- 2016. február 19. Rideg Sándor-Tímár Péter-Sebesi Tamás-Szabolcsi János: Indul a bakterház - zenés játék
  - Roxínház, Kaposvár
  - Zene: Sebesi Tamás
  - Koreográfus: Merkei Mónika, Takács László János, Sudár Gergő

Rendező: Pintér Kata
- 2016. április 30. A. A. Milne - Karinthy - Sebesi Tamás - Szabolcsi János:  Micimackó - zenés mesejáték
  - Roxínház, Kaposvár
  - Zene: Sebesi Tamás
  - Koreográfus: Merkei Mónika, Takács László János,

Rendező: Pintér Kata
- 2016. november 27. Varró Dániel-Teslár Ákos-Presser Gábor: Túl a maszat hegyen - zenés mesejáték
  - Roxínház, Kaposvár
  - Koreográfus: Merkei Mónika

Rendező: Pintér Kata
- 2016. november 27. Dés László - Nemes István - Nógrádi Gábor - Koltai Róbert: Sose halunk meg - musical
- Roxínház, Kaposvár
- Koreográfus: Merkei Mónika, Takács László János, Sudár Gergő

Rendező: Pintér Kata
- 2017. október 28. Csukás István - Bergendy István: Süsü, a sárkány kalandjai  - zenés mesejáték
- Roxínház, Kaposvár
- Koreográfus: Merkei Mónika, Takács László János,

Rendező: Pintér Kata
- 2018. március 11. L. Frank Baum - Harold Arlen - E. Y. Harburg - Sebesi Tamás - Szabolcsi János: Óz  - zenés mesejáték
- Roxínház, Kaposvár
- zene: Sebesi Tamás
- Koreográfus: Merkei Mónika, Takács László János,

Rendező: Pintér Kata
- 2018. május 01. Carlo Goldoni - Mohácsi János - Fuchs László: A Kávéház - zenés tőkefelhalmozás két részben
- Roxínház, Kaposvár
- Koreográfus: Merkei Mónika, Takács László János,

Rendező: Pintér Kata
- 2018. november 24. Romhányi József - Nepp József - Ternovszky Béla - Rigó Béla - Fogarassy András - Bor Viktor - Sebesi Tamás:  Dr. Bubó - zenés mesejáték
- Roxínház, Kaposvár
- Koreográfus: Merkei Mónika, Takács László János, Sudár Gergő

Rendező: Pintér Kata
- 2019. március 09. Vajda Katalin :  Anconai szerelmesek  - zenés komédia
- Roxínház, Kaposvár
- Koreográfus: Merkei Mónika, Takács László János,

Rendező: Pintér Kata
- 2019. április 28. Csukás István - Janik László - Varga Bálint :  Keménykalap és krumpliorr  - zenés mesejáték
- Roxínház, Kaposvár
- Koreográfus: Merkei Mónika, Takács László János,

Rendező: Pintér Kata
- 2019. november 24. Belinszki Zoltán - Gulyás Levente - Varga Viktor :  Holle anyó - zenés mesejáték
- Roxínház, Kaposvár
- Koreográfus: Merkei Mónika, Takács László János,

Rendező: Pintér Kata
- 2021. május 27. Váradi-Némedi-Varga-Sebesi: Lúdas Matyi - zenés mesejáték (felújított előadás)
- Roxínház, Kaposvár
- Koreográfus: Merkei Mónika, Takács László János,

Rendező: Pintér Kata
- 2022. augusztus 06. Vajda Katalin: Anconai szerelmesek 2. / Anconai szerelmesek a Balatonon - zenés komédia
- Roxínház, Kaposvár
- Koreográfus: Merkei Mónika, Takács László János,

Rendező: Pintér Kata
- 2022. november 26. Belinszki Zoltán - Gulyás Levente - Varga Viktor :  Holle anyó - zenés mesejáték (felújított előadás)
- Roxínház, Kaposvár
- Koreográfus: Merkei Mónika, Takács László János,

Rendező: Pintér Kata

## Elismerések
- 2004 tavasz Békéscsaba :

A „IX. SCHERZO Zenés Ifjúsági Színpadok Országos Találkozója” rendezvény keretében a „Zene az kell” című musical produkcióval a társulat elsöprő győzelmet aratott, s ezen felül a szakmai, illetve a diák zsűri első díját, így az ún. „Abszolutórium” címet is magáénak tudhatta az együttes.
- 2004. június 25-26. Zalaegerszeg :

Az I. EGO Országos Színházi Találkozóról a Zenés kategória első díját vitték haza a „Hair” musical részleteiből kiragadott és összeállított „Ez vagy” című műsorszámuk bemutatásával.
- 2004. június 27. Somogyvár :

A Somogyvár Községi Önkormányzat Képviselő-Testülete "SOMOGYVÁR KÖZSÉGÉRT" kitüntető címet adományozta a Roxínháznak, miután a nagyszínpadi darabok premierjének bemutatása helyszíneként az egyesület Somogyvárt választotta.
- 2005. április 22-24. Pápa :

A jubileumi X. SCHERZO Zenés Színpadok Országos Találkozóján „Gyarló az ember” (István a király rockopera részletek) című műsorral történő részvételt követően a zsűri ismét az első díjjal jutalmazta a társulatot, sőt koreográfusi és diák zsűri különdíjjal is gazdagodhattak.
- 2006. április 28-30. Békéscsaba :

„Ez vagy” című performanszával a XI. SCHERZO Zenés Színpadok Országos Találkozóján az előkelő harmadik helyet szerezték meg.
- 2009. április 17-19. Pápa :

A XIV. SCHERZO Zenés Színpadok Országos Fesztiváljának megrendezése során a Sztárcsinálók, Rómeó és Júlia és Mozart rockoperákból összeállított előadás, a „Szédült világ”, az első helyet érdemelte ki, további négy különdíjjal megfűszerezve (legjobb férfi énekes, legjobb rendező, legjobb díszlet, legszellemesebb pillanat).
- 2010. március 15. Budapest :

A Kaposvári Roxínház fennállásának 10. évfordulója alkalmából a társulat az Oktatási és Kulturális Minisztériumtól a Miniszteri Elismerő Oklevél kitüntetést vehetett át.
- 2021. október 09. Kaposvár:A Roxínház társulata Magyar Színház és Filmművészet kategóriában megyei Prima Primissima díjat vehetett át